# Elattoneura girardi
Elattoneura girardi är en trollsländeart som beskrevs av Legrand 1980. Elattoneura girardi ingår i släktet Elattoneura och familjen Protoneuridae. IUCN kategoriserar arten globalt som livskraftig. Inga underarter finns listade i Catalogue of Life.